# Tarachidia nigrans
Tarachidia nigrans là một loài bướm đêm trong họ Noctuidae.